# 우주 거리 사다리
- 연두색 상자: 별이 형성되는 은하에서 적용할 수 있는 기술.
- 파랑색 상자: 종족 II 은하에 적용할 수 있는 기술.
- 보라색 상자: 기하학적인 기술.
- 빨간색 상자: 처녀자리 초은하단의 모든 종족에 적용할 수 있는 기술인 행성상성운 광도함수 기술.
- 제일 위의 노란색 상자: 허블-르메트르 법칙을 이용한 우주론적 거리 측정 기술.
- 검은색 실선: 사다리 난간 사이가 잘 이어져 있는 상태이다.
- 검은색 점선: 사다리 난간 사이 보정기술이 아직 불확실한 상태이다.

우주 거리 사다리에 사용되는 여러 거리 측정방법의 목록.
- 연두색 상자: 별이 형성되는 은하에서 적용할 수 있는 기술.
- 파랑색 상자: 종족 II 은하에 적용할 수 있는 기술.
- 보라색 상자: 기하학적인 기술.
- 빨간색 상자: 처녀자리 초은하단의 모든 종족에 적용할 수 있는 기술인 행성상성운 광도함수 기술.
- 제일 위의 노란색 상자: 허블-르메트르 법칙을 이용한 우주론적 거리 측정 기술.
- 검은색 실선: 사다리 난간 사이가 잘 이어져 있는 상태이다.
- 검은색 점선: 사다리 난간 사이 보정기술이 아직 불확실한 상태이다.

우주 거리 사다리(영어: Cosmic distance ladder)는 천체와의 거리를 측정하는 여러 가지 방법을 거리 척도에 따라 늘어 놓은 것이다. 천체와의 거리 측정 방법은 매우 다양하며 각 방법마다 적합한 거리 범위와 특유의 오차율이 있기 때문에 한 가지 방법으로 모든 천체의 거리를 측정할 수는 없다. 따라서 각각의 거리 척도에 따라 다양한 방법을 사용하게 되고, 가까운 천체에 대해서는 보다 정확하고 오차가 적은 방법을 아주 먼 천체에 대해서는 오차가 크더라도 대략적 거리를 측정할 수 있는 방법을 도입하게 된다. 이러한 방법들을 거리에 따라 적절히 사용하게 되므로 사다리라는 이름을 붙이게 되었다.
천체의 거리에 대하여 실제로 직접적인 거리 측정은 약 천 파섹 이내로 지구와 "충분히 가까운" 천체에 대해서만 가능하다. 더 먼 천체까지의 거리를 결정하는 기술은 모두, 가까운 거리에서 작동하는 방법과 이보다 더 먼 거리에서 작동하는 방법 사이에서 측정된 다양한 상관 관계를 기반으로 한다. 몇 가지 방법은 알려진 광도를 가진 천체인 표준촉광에 의존한다. 그보다 더 먼 초은하적 거리 측정에서는 통계적 방법을 이용해 밝혀진 툴리-피셔 관계와 같은 여러 경험법칙과 허블-르메트르 법칙을 이용한 적색편이 계산을 통해 거리를 구한다.

## 직접 측정

연주 시차를 이용해 천체까지의 거리를 측정하는 모습.

천체까지의 거리를 측정하는 가장 기본적인 방법은 광학적 관측을 통한 직접 측정이다. 이미 고대 그리스 시기부터 태양, 달과 같은 천체에 대한 거리 측정이 시도되었다. 헬레니즘 시기의 아리스타르코스는 지구와 태양, 달이 직각삼각형을 이루는 반달일 때 두 천체가 지구와 이루는 각도를 측정한 뒤 도형의 닮음을 이용하여 지구와 달 사이의 거리보다 태양이 19배 더 멀다고 계산하였다. 이는 실제 값과 큰 차이가 있지만, 기하학을 천체와의 거리 측정에 응용한 중요한 사례가 되었다.
태양이 지구를 돈다는 천동설과 지구가 태양을 돈다는 지동설은 고대 그리스 시대부터 첨예한 대립을 보이는 문제였고 앞의 아리스타르코스는 지동설을 주장하는 대표적 학자 가운데 한 명이었다. 그러나 이것을 증명하려면 연주 시차를 관측해야 하였지만 코페르니쿠스가 태양중심설을 다시 들고 나올 때까지도 해결되지 못하였다. 눈 앞에 치켜든 볼펜을 왼쪽 눈으로 볼 때와 오른쪽 눈으로 볼 때 볼펜의 상대적 위치가 서로 다르게 보이는 것처럼 만일 지구가 태양 주위를 돈다면 가까이 있는 별의 겉보기 위치는 봄에 볼 때와 가을에 볼 때 서로 달라져야 한다. 이를 연주 시차라고 하며 16세기 유럽 최고의 천문학자로 인정받고 있던 튀코 브라헤는 그 당시 알려진 모든 천체를 면밀히 관찰한 결과 연주 시차를 발견할 수 없었다고 발표하면서 천동설을 정당화하였다.
티코 브라헤가 이러한 결론을 내린 것은 당시 측정 도구가 모두 육안에 의존하였기 때문이지만 망원경이 표준적인 천문 관측 도구로 정착한 뒤로도 오랫동안 연주 시차는 확인되지 못하였다. 실제 연주 시차가 확인된 것은 1838년으로 이미 뉴턴 역학과 함께 지구가 태양 주위를 공전하는 것이 당연한 것으로 받아들여 진 뒤로도 한참이 지난 때였다. 1838년 프리드리히 베셀은 백조자리 61을 관측하여 연주 시차를 확인하였다. 베셀이 관측한 값은 약 0.31 초로 사람이 맨눈으로 분간하기에는 너무나 작은 값이었다.
연주 시차를 확인하면 고대의 아리스타르코스가 시도한 직각삼각형의 닮음에 따른 거리 계산을 그대로 사용할 수 있다. 연주시차 0.31초인 백조자리 61은 가장 작은 예각의 크기가 0.16초이고 밑변이 1 천문단위인 직각삼각형의 한 꼭지점에 해당한다. 천문단위는 지구와 태양 사이 거리의 평균값으로 1 천문단위는 149,597,870,700 미터에 해당한다. 이 길이를 천문학 기본 단위로 삼은 것은 연주 시차를 계산하는 것이 단순해지기 때문이다. 예를들어 백조자리 61까지의 거리는 약 100조 킬로미터, 즉 11.4 광년에 해당한다. 이 값은 당시로서는 상상하기 어려운 매우 먼 거리였지만, 오늘날 알려진 천체들을 고려하면 매우 가까운 거리에 해당한다. 오늘날 알려져 있는 천체들 중 가장 큰 연주 시차를 보이는 것은 약 0.754 초를 보이는 센타우루스자리 알파로 이로서 거리를 측정하면 4.37 광년이 된다.

## 표준촉광
천문학에서 물리적 거리를 측정할 때 기준이 되는 천체는 절대등급이 알려진 천체들이다. 이러한 천체를 표준촉광(standard candles)이라고 부른다. 표준촉광은 헨리에타 스완 레빗이 세페이드형 변광성의 변광주기와 광도 사이에 상관관계가 있다는 것을 발견하면서 시작되었다.
천체의 절대등급은 10파섹(약 32.6광년) 거리에서 본 광도의 로그값에서 파생된다. 겉보기등급은 관찰자가 본 별의 밝기 또는 볼로미터라는 측정도구로 잰다. 절대등급(M)과 겉보기등급(m)을 알아내면 물체의 거리 d를 아래와 같이 파섹 단위로 계산할 수 있다.
{\displaystyle 5\cdot \log _{10}d=m-M+5}
또는
{\displaystyle d=10^{(m-M+5)/5}}
두 밝기 등급 모두 같은 주파수 대역에서 측정된 것이어야 하며, 시선방향에 방해물이 없어야 한다. 특히 천체가 성간먼지나 성간가스 지역에 있는 경우, 천체가 더 희미하고 붉게 보이는 소광 효과를 보정하는 방법이 필요하다
천체의 절대등급과 겉보기등급 사이의 차이를 거리 지수라고 하며 천문학적 거리 중 특히 은하간 거리를 이런 방식으로 표로 작성한다.

### 분광시차와 윌슨-바푸 효과
1956년 올린 윌슨과 바누 바푸가 발견한 윌슨-바푸 효과는 분광시차라고 알려진 효과를 사용한다. 천체분광학에서 사용하는 프라운호퍼선(칼슘 K-선)과 같은 스펙트럼선과 절대 등급 사이 상관관계가 존재한다. 여기서 구한 절대 등급과 관측으로 구한 겉보기등급 사이 관계를 위의 공식을 사용해 계산할 수 있다.
분광시차를 통해 천체의 거리를 구하는 방법에는 큰 한계가 존재한다. 스펙트럼선을 보정하는데에는 여러 기술적 한계가 존재하며, 관측한 스펙트럼 자체도 빛이 관측자까지 오는 과정에서 흡수되거나 산란되는 등의 소광 효과로 오차가 발생한다. 이 때문에 분광시차를 통한 거리의 평균 제곱근 편차는 최대 0.5-0.6까지 올라간다. 또한 측정 가능한 최대 거리 한계는 이론적으로 7Mpc이지만, 위의 기술적 한계로 실질적으로는 10kPc 이내의 거리 측정에서만 사용한다.

### 표준 세페이드 변광성
윌슨-바푸 효과를 이용할 수 없을 정도로 멀 경우, 그 다음으로는 표준 세페이드 변광성의 주기-광도 관계를 이용해 거리를 측정한다. 아래의 관계식을 이용하여 은하계 안팎의 표준 세페이드 변광성의 거리를 측정할 수 있다.
{\displaystyle 5\log _{10}{d}=V+(3.34)\log _{10}{P}-(2.45)(V-I)+7.52\,.} 

{\displaystyle 5\log _{10}{d}=V+(3.37)\log _{10}{P}-(2.55)(V-I)+7.48\,.}
하지만 현대에는 세페이드 변광성을 표준촉광으로 사용하는 데 여러 문제점이 발견되어 이를 해결하기 위한 논의가 활발히 진행되고 있다. 이 문제점 중에서는 세페이드 변광성을 관측할 때 빛의 파장대별로 주기-광도 관계의 특성과 그 비례관계가 일정하지 않으며, 관측 과정에서의 데이터 오염(별이 흐릿하게 보이면서 발생하는 블러 효과), 거리가 먼 세페이드 변광성일수록 소광 효과의 영향으로 실제보다 더 어둡게 관측되는 현상 등등의 문제가 있다. 이런 여러 문제점 때문에 세페이드 변광성을 이용해 측정한 허블 상수는 60 km/s/Mpc에서 80 km/s/Mpc 사이의 넓은 오차범위로 표현된다. 이 오차를 좁히는 일이 천문학에서 가장 중요한 문제 중 하나이다.

### 표준촉광 측정의 난점
모든 종류의 표준촉광을 이용한 측정에는 두 가지 곤란한 점이 있다. 그 중 중요한 하나는 절대등급에 대한 보정이다. 즉, 천체의 절대등급이 얼마인지 결정하는 것이다. 여기에는 공통적인 특성을 가진 천체를 같은 유형으로 묶고, 이미 거리가 이미 잘 측정된 천체를 구성원으로 포함하여야 한다. 다른 하나는 해당 유형에 속하지 않는 천체를 표준촉광으로 실수로 사용하지 않는데 있다. 우주 거리 사다리를 가장 많이 사용하는 극단적으로 먼 거리의 천체에서 이 문제는 매우 심각해 질 수 있다.
표준촉광에 대한 중요하고 자중 나오는 문제제기는 '표준촉광이 얼마나 제대로 된 표준이냐'에 대한 것이다. 어떤 천체를 표준촉광으로 사용하려면 그 천체의 활동 특성이 우주 전체에서 동일한 형태로 반복되고, 충분히 예측 가능하며, 오차가 적어야 한다.
1950년대에 발터 바데는 거리 측정에 이용되는 세페이드 변광성이 두 종류로 구분되는 것을 발견했다. 가까운 거리에 있는 세페이드 변광성은 금속함량이 높은  I형 세페이드 변광성으로, 멀리 은하의 거리를 측정하는 세페이드 변광성은 금속함량이 적은 II형 세페이드 변광성으로 분류되었다. 그 결과 II형 세페이드 변광성은 추정했던 것보다 훨씬 밝은 것으로 밝혀졌으며, 이로 인해 구상성단, 우리은하의 직경, 가까운 은하의 거리를 두 배 이상으로 정정하였다.
세페이드 변광성보다 먼 거리를 측정할 때 사용되는 Ia형 초신성 중 거리가 밝혀진 것들은 (광도곡선에 대한 수정 후 ) 동일한 절대등급을 갖는 것으로 보인다. Ia 초신성은 거리 측정의 기준이 되어 우주 모델을  세우는데 영향을 미친다. 그러나 멀리 떨어진 Ia형 초신성은 다른 특성을 가질  가능성을 배제할 수 없다. 멀리 떨어진 Ia형 초신성의 특성이 다른 경우, 거리에 따른 보정의 외삽법이 유효하지 않으므로, 프리드만 방정식의 물질밀도 매개변수가 위험할 정도로 편향될 수 있다.
| 방법                      | 단일은하에서 거리 오차 (mag) | 처녀자리 은하단의 측정거리 (Mpc) | 측정 한계 (Mpc) |
| ------------------------- | ---------------------------- | -------------------------------- | --------------- |
| 표준 세페이드 변광성      | 0.16                         | 15–25                            | 29              |
| 신성                      | 0.4                          | 21.1 ± 3.9                       | 20              |
| 행성상성운 광도함수       | 0.3                          | 15.4 ± 1.1                       | 50              |
| 구상성단 광도함수         | 0.4                          | 18.8 ± 3.8                       | 50              |
| 은하 표면밝기 요동 측정법 | 0.3                          | 15.9 ± 0.9                       | 50              |
| 시그마-D 관계             | 0.5                          | 16.8 ± 2.4                       | > 100           |
| Ia형 초신성               | 0.10                         | 19.4 ± 5.0                       | > 1000          |

## 초은하적 거리 측정
극소수의 예외를 제외하면, 직접 측정으로 구할 수 있는 거리는 우리 은하 내의 극히 일부인 약 천파섹 정도까지만 가능하다. 그 이상의 거리를 측정해야 할 경우에는 해당 천체의 물리적인 고유특성이 거리 측정에 사용할 수 있을 정도로 전 우주에서 동일하다는 가정을 바탕으로 세운 경험법칙을 통해 거리를 추론한다. 이 경험법칙적인 일부 거리 측정 기술에서는 구상성단, 성운, 은하의 고유 성질을 사용하지만, 그 너머의 우주론적 거리 측정에는 은하단이나 초은하단의 통계와 확률적 특성을 기반으로 사용한다.

### 은하의 경험법칙

나선은하와 렌즈형은하에서 나타나는 툴리-피셔 관계. 가로가 은하의 점근회전속도, 세로가 실제 광도의 관계이다.

대표적인 은하 거리의 경험법칙으로 툴리-피셔 관계가 있다. 이 관계는 나선 은하의 질량, 고유광도와 점근회전속도 사이의 관계를 말한다. 가장 많이 사용되는 중입자 툴리-피셔 관계(BTFR)에 따르면 은하의 광도는 회전속도의 약 3.5-4승이다. 이를 통해 알아낸 절대광도를 위에서의 표준촉광처럼 사용할 수 있다. 은하의 절대광도와 겉보기 광도와의 차이를 계산하여 대략적인 은하의 거리를 추정할 수 있다. 이 관계를 이용하여 3-15 Mpc(메가파섹) 정도의 거리만큼 떨어진 은하의 거리를 측정할 수 있으며, 오차 범위는 대략 0.2-0.4 Mpc이다.
1962년 밝혀진 페이버-잭슨 관계에 따르면 타원은하의 광도는 중심항성의 속도분산의 대략 4승에 비례한다. 이 비례 관계는 은하 광도의 관계에 따라 달라지는데, 파울 L. 셰츠터가 연구한 매우 밝은 타원은하에서는 두 관계가 5승으로 올라가고, 로저 데이비스가 연구한 어두운 타원은하에서는 두 관계가 2승까지 내려간다.
타원은하에서 사용하는 또 다른 경험법칙으로는 시그마-D 관계(Σ-D 관계)가 있다. 이 관계에 따르면 은하의 각지름(D)와 속도분산이 아래의 식과 같다고 알려졌다.
{\displaystyle \log(D)=1.333\log(\Sigma )+C}
여기서 D란 은하가 표면밝기가 20.75 B-mag arcsec−2일 때 그 은하의 각지름을 의미하며, C는 은하단까지의 거리마다 달라지는 보정상수이다. 은하의 속도분산을 계산하여 시그마-D 관계를 통해 시직경, 즉 은하와의 대략적인 거리를 구할 수 있다.

### 은하 표면밝기 요동 측정법
표면밝기 요동 측정법(SBF)이란 은하까지의 거리를 측정하는 데 사용하는 보조적인 거리 측정법이다. 은하가 유한한 수의 별로 구성되어 있다는 사실을 이용하는데, 은하의 표면밝기는 은하 내에서 각 부분마다 달라 가운데가 제일 밝고 외곽으로 갈수록 어두워진다. 그런데 은하가 멀리 있을수록 관측할 때 관측 해상도의 한계로 은하의 전체적인 안쪽과 바깥쪽 밝기 차이가 점점 줄어든다는 사실을 이용하여 대략적인 거리를 측정할 수 있다. 이 측정법은 최대 100 Mpc까지의 거리를 측정할 수 있다.

### 허블-르메트르 법칙과 공변거리

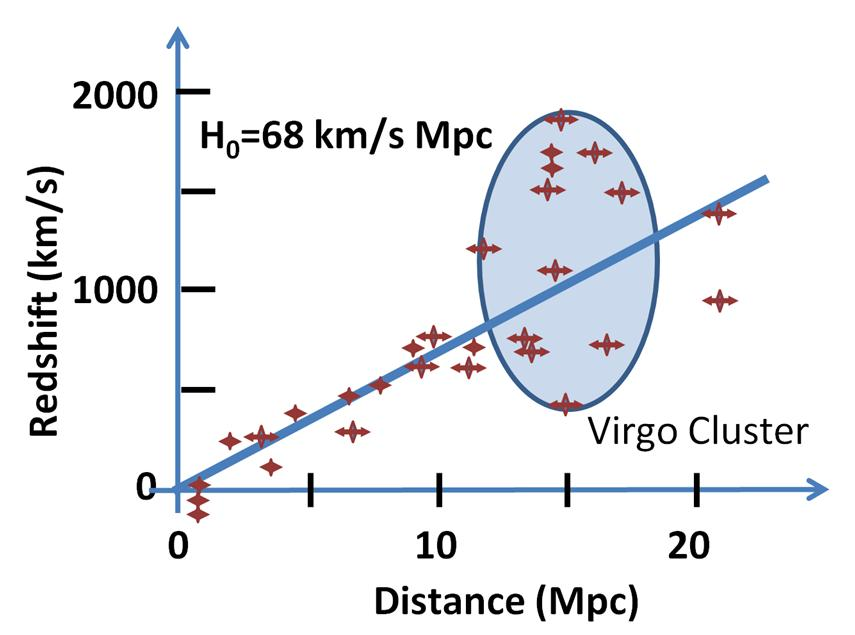
여러 천체의 적색편이 정도를 허블-르메트르 법칙에 대입한 그래프이다. 가운데 모여 있는 여러 천체는 처녀자리 은하단의 여러 초신성이다.

허블-르메트르 법칙이란 천체의 후퇴 속도가 천체의 거리와 비례한다는 법칙이다. 광원이 관측자로부터 점점 멀어지는 빛은 관측자가 보기에 파장이 점점 길어져 스펙트럼이 적색 쪽으로 쏠리는 적색편이가 발생하는데(z > 0) 이를 도플러 효과라고 하며 모든 전자기파에서 발생할 수 있는 현상이다. 광원의 후퇴속도가 빛의 속도보다 매우 작은 경우(v ≪ c) 적색 편이 속도는 아래와 같다.
{\displaystyle z\approx {\frac {v}{c}}}     (단, 로렌츠 인자 {\displaystyle \gamma \approx 1} 경우)
후퇴속도가 빛의 속도와 비견될 정도로 빨라 특수상대론적 효과를 적용해야 할 경우, 그 공식은 아래로 변한다.
{\displaystyle 1+z=\gamma \left(1+{\frac {v_{\parallel }}{c}}\right)={\sqrt {\frac {1+{\frac {v_{\parallel }}{c}}}{1-{\frac {v_{\parallel }}{c}}}}}}
여기서 허블과 르메트르는 당시 관측되던 은하의 적색편이 정도와 그 은하와의 거리가 선형적인 비례관계를 가진다는 사실을 밝혀냈다. 이를 이용해 은하의 적색편이를 측정(보통 Ia형 초신성을 이용)하여 후퇴 속도를 구하고, 후퇴 속도를 가지고 허블의 법칙을 이용하면 매우 멀리 있는 천체의 거리를 우주론적으로 대략 측정할 수 있다. 하지만 실제로는 허블의 법칙에서 나오는 적색편이 정도를 분광학적으로 광도계를 사용해 측정하기에 측정 오차가 넓고, 광원의 분광학적인 여러 가정을 이용해서 적색편이값을 계산해야 하기에 이런 측정오차는 최대 δz = 0.5, 즉 적색편이값이 최대 0.5까지 차이가 날 수 있으며 이를 거리로 환산하면 측정거리의 0.2배만큼 오차가 발생한다는 의미이다. 즉 우주론적으로 거리가 너무 멀 경우에는 직접적인 거리값을 사용하기보다는 적색편이값 z를 이용해 우주론적 거리를 나타낸다.
적색편이가 측정된 가장 멀리서 관측된 대상은 우주 마이크로파 배경으로 그 적색편이값은 z = 1089 (z = 0가 현재 시각)으로 약 138억년 전이며 이는 빅뱅이 일어난 지 37만 9천년 후의 초기 우주에서 나온 대상이다. 관측된 가장 적색편이가 큰 천체는 JADES-GS-z13-0로 z = 13.60이고 이는 약 136억년 전, 빅뱅이 일어난 지 약 2억년 후 나타난 천체이다. 우주의 팽창을 반영하여 계산한, 현재 시점에서의 실제 천체까지의 거리인 공변거리로는 336억 광년 거리에 해당한다.

## 같이 보기
- 아라우카리아 프로젝트
- 우주론적 거리 측정
- 길이의 크기 정도
- 표준 잣대

## 참고 문헌
- Carroll, Bradley W.; Ostlie, Dale A. (2014). 《An Introduction to Modern Astrophysics》. Harlow, United Kingdom: Pearson Education Limited. ISBN 978-1-292-02293-2.
- Measuring the Universe The Cosmological Distance Ladder, Stephen Webb, copyright 2001.
- Pasachoff, J.M.; Filippenko, A. (2013). 《The Cosmos: Astronomy in the New Millennium》 4판. Cambridge: Cambridge University Press. ISBN 978-1-107-68756-1.
- The Astrophysical Journal, The Globular Cluster Luminosity Function as a Distance Indicator: Dynamical Effects, Ostriker and Gnedin, May 5, 1997.
- An Introduction to Distance Measurement in Astronomy, Richard de Grijs, Chichester: John Wiley & Sons, 2011, ISBN 978-0-470-51180-0.